# Strada nazionale 5 (Regno d'Italia)
La strada nazionale 5 era una strada nazionale del Regno d'Italia, che congiungeva Pisino al confine con il Regno dei Serbi, Croati e Sloveni presso Castua
Venne istituita nel 1923 con il percorso "Pisino - Mattuglie - Confine jugoslavo verso Castua".
Nel 1928, in seguito all'istituzione dell'Azienda Autonoma Statale della Strada (AASS) e alla contemporanea ridefinizione della rete stradale nazionale, il suo tracciato costituì per intero la strada statale 60 del Monte Maggiore.